# ミヨポン
ミヨポンは、日本のお笑いコンビ。大川興業所属だったが、2020年現在、同社のウェブサイトから2人の公式プロフィールは消されており、事実上の活動休止状態である。

## メンバー
- 玉置ピンチ!（たまき ぴんち、1974年5月27日 - ）  
本名は玉置和規。血液型はO型。
和歌山県龍神村（現・田辺市）出身。
大阪経済法科大学法学部卒業。
中学校の社会科教員免許、アマチュア無線技士、少林寺拳法初段、剣道4級、ホームヘルパーの各資格を所持。ホームヘルパーの資格を生かして病院でアルバイトをしていたこともあった。
1999年春頃からは『ミヨポン』の他に、寺田体育の日とのコンビ『一度は売れ隊』としても活動することもある（このコンビでの当初の芸名は『ハエ玉置』だった。）。
- 三好宏明（みよし ひろあき、1977年12月21日 - ）
血液型はO型。
兵庫県出身。
大阪経済法科大学法学部卒業、玉置の後輩になる。
2007年の東京都知事選ではドクター中松の開票立会人として杉並区の開票にも立ち会ったことがある。
2004年の新潟県中越地震では被災地でボランティアをしていた。
一時期、ミヨポンと並行して別の相方と『昭和ちゃん』というコンビを組んでいた。
2008年からベルセルク三好として単独での活動も始める。(もともとピンで活動する際は「SMひとり」名義で活動していた。)

## 来歴・概説
- 玉置は1997年ではバンビ高橋とのコンビ『パレドール中野』で活動、この年の途中でコンビ名を『恋の予感』に改める。玉置自身もこの当時、芸名を『紀州梅干』としていたことがあった。『恋の予感』は、翌1998年に解散。その後はチャンス大城とのコンビ『右心臓800』（2000年結成、2002年解散）、同じ大川興業に所属していたメンバー同士の、プチ鹿島（俺のバカ）、倉元幸二とのトリオ『第三勢力』（2002年結成、2003年解散）で活動。その後『ミヨポン』結成までのしばらくの間『ベスト＝ポングー』の名前でピンで活動。
- 一方、三好は当初は作家として大川興業入りしたが、間もなくして芸人活動を始める。『右心臓800』を解散したばかりのチャンス大城と、コンビ『昭和右心臓』を2002年7月に結成。昭和右心臓は翌2003年に解散。
- 『第三勢力』『昭和右心臓』のそれぞれのグループが解散したばかりの2人により、2003年に『ミヨポン』結成。
- コント、漫才ともに演じ、公式プロフィールにおいては「昭和を思わせる雰囲気」のように評されている。
- コントでは主にゴルフを題材にしており、相方玉置がゴルフクラブで打ったマシュマロやたこ焼きを三好が口でキャッチするという大道芸的な技もある。
- 三好が飼っているセキセイインコ（芸名：金正日大将軍様）も加わり、文字通り『鳥オ（トリオ）』となっている。
- 『ベルセルク三好』としての芸には、マスクを被ったマゾヒズム的なキャラクターを演じ、「旦那様～! 旦那様～! に捧げるショートコント」などの出だしの台詞があり、乳首を洗濯ばさみなどでつまんでそこからラジコンのヘリコプターやペットボトルロケットをつないで飛ばしたり、吹き矢を自分で吹いて自分の尻に刺させるなどのものがある。

## 出演

### テレビ
- パンドラ御殿（テレビ埼玉） - 玉置のみ
- シティテレビ中野
  - 玉置ピンチの愛成学園リポート
  - 知って得する中野タウンガイド
  - ケーブル戦隊ナカレンジャー
  - ピヨピヨ隊が行く!
  - ゴー!ゴー!!5チャンネル
- 爆NEW（テレビ東京） - 2002年5月25日
- インパクト!（フジテレビ） - 2006年7月24日
- あらびき団（TBSテレビ） - 三好のみ『ベルセルク三好』として、2008年7月2日（第34回）初出演
- イツザイ（テレビ東京） - 『インディーズ芸人オーディション』2008年9月20日初出演、キャッチコピーは「マジックマゾヒスト」
- イツザイS（テレビ東京） - 三好のみ『ベルセルク三好』として
- 小島×狩野×エスパー3P（MXTV） - 三好のみ『ベルセルク三好』として
- 大久保×鳥居×ブリトニー3P（MXTV） - 三好のみ『ベルセルク三好』として
- 雷波少年（日本テレビ） -玉置のみ『熱狂的巨人ファンVS阪神ファン』 1999年4月

### ライブ
- 東京ビタミン寄席
- すっとこどっこい
- ミニミニすっとこどっこい
- 100円すっとこ
- 全身全霊　紀州梅干(玉置）
- 大川の大忘年会
- 鍛えよ!心と体
- お笑いセメントマッチ
- お笑いフューチャーズライブ
- ラ・ママ新人コント大会
- ちょっと昭和なヤングたち
- ルー大柴のトゥギャザーしようぜ
- P級サマンサ
- 爆笑あまにゃま寄席
- ショービジネスの作り方
- Tシャツラブサミット
- 水道管破裂寄席
- 雷ライブ
- 西口プロレスpresents「西口DOOR」
他

### 雑誌
- ゴルフダイジェスト - 1997年1月号（玉置のみ）、2006年2月7日号
- ダカーポ - 1999年、玉置のみ
- ダイヤモンドZAi（ダイヤモンド社） - 玉置のみ、プチ鹿島、チャンス大城の3人で「学ラン投資隊」として掲載
- ロト6必勝ガイド（宝島社） - 同じ3人の「学ラン投資隊」で掲載
- 週刊プレイボーイ（集英社） - 2004年12月14日、2008年4月21日
- みこすり半劇場 - 2005年、三好のみ

### 映画
- 映画監督になる方法（2005年4月） - 玉置のみ
- 裁判長!ここは懲役4年でどうすか（2010年、ゼアリズエンタープライズ） - 組員A 役 （三好のみ）

### CM
- セガ『スーパーモンキーボールデラックス』　-2005年、玉置のみ
- HEIWA『CRルパン三世～徳川の秘宝を探せ～』　-2009年、三好のみ

### DVD
- 恋愛体育教師水野愛也のスパルタ恋愛塾／ディープ編　-2007年、三好のみ
- イツザイインディーズ芸人スペシャル　-2009年、三好のみ
- あらびき団第一回本公演　-2009年、三好のみ
- あらびき団アンコールVol.1 あの素晴らしい芸をもう一度　-2009年、三好のみ

### 舞台
- ワハハアクターズ本舗「世にも微妙な物語」　-2007年、三好のみ